# Сингх, Каран
Каран Сингх (хинди कर्ण सिंह, англ. Karan Singh; род. 9 марта 1931, Канны, Франция) — индийский политик, филантроп и поэт. Представитель рода Джамвал Догра, сын последнего махараджи Джамму и Кашмира Хари Сингха. С 1947 года, будучи ещё подростком, он тесно сотрудничал с Джавахарлалом Неру и Сардаром Пателем во время основания Республики Индия, а в 1967 году стал самым молодым министром в правительстве Индиры Ганди. Он был принцем-регентом Джамму и Кашмира в 1949—1952 годах. После этого в возрасте 21 года Каран Сингх занимал пост первого президента Джамму и Кашмира с 1952 по 1965 год.
Каран Сингх был членом верхней палаты парламента Индии, Раджья сабхи, представляющей национальную столичную территорию Дели[уточнить]. Он является старшим членом партии Индийский национальный конгресс, который последовательно занимал пост президента (Садр-и-Риясат) и губернатора бывшего штата Джамму и Кашмир. Он был пожизненным попечителем и президентом Индийского международного центра. Он был избран ректором индуистского университета Банарас на три срока и занимал этот пост до 2018 года.
Каран Сингх — сын последнего правителя некогда вассального княжества Джамму и Кашмир, махараджи Хари Сингха. В 26-й поправке к Конституции Индии, принятой в 1971 году, правительство Индии, в составе которого находился Каран Сингх в качестве министра, отменило все официальные символы княжеской власти в Индии, включая титулы, привилегии и вознаграждения. После окончания «Холодной войны» он был послом Индии в США. Сингх награждён орденом Падма вибхушан в 2005 году. В июле 2017 года он был выдвинут кандидатом на президентских выборах в Индии политиком Бхимом Сингхом.

## Ранняя и личная жизнь
Каран Сингх родился в Каннах (Франция) и является представитель княжеской династии Догра, будучи единственным сыном Хари Сингха, последнего правящего махараджи Джамму и Кашмир. Его мать, Махарани Тара Деви, которая была четвертой женой его отца, была дочерью землевладельческой семьи Каточ раджпутов и происходила из Биджапура (Виджайпур близ Биласпура) в районе Кангра штата Химачал-Прадеш.
Каран Сингх получил образование в школе Дун в Дехрадуне, школе-интернате, что представляло собой отход от обычной практики для принцев, получавших образование у домашних учителей. Школа была очень элитной, но тем не менее Каран Сингх делил класс (хотя и не общежитие) с мальчиками не королевского происхождения и получал стандартное образование. Необычно для отпрыска индийской королевской семьи, он затем поступил в колледж для получения степени магистра, получив сначала степень бакалавра в Университете Джамму и Кашмирав Шринагаре, а затем степень магистра политических наук и степень доктора философии диплом Делийского университета.
В 1950 году 19-летний Каран Сингх женился на 13-летней Яшо Раджье Лакшми, дочери знатного человека, принадлежащего к непальской семье Рана. Ее отец, генерал Шарада Шумшер Джанг Бахадур Рана, был старшим армейским офицером и сыном Мохана Шумшера Джанга Бахадура Раны, последнего премьер-министра Непала. Брак, устроенный их семьями по обычаю индийцев, был совершенно гармоничным и длился всю их жизнь. У супругов было трое детей:
- Джётсна Сингх (род. 24 февраля 1957), единственная дочь, вышла замуж за Канвара Дхирендру Сингха Чаухана из семьи Майнпури в штате Уттар-Прадеш.
- Викрамадитья Сингх (род. 5 августа 1964), старший сын и наследный принц. Женился на Читрангаде Скиндии (род. 1967), дочери Мадхаврао Скиндии из Гвалиора, в 1987 году[12].
- Аджатшатру Сингх[англ.] (род. 6 февраля 1966), второй сын, занялся политикой, был избран в Государственную ассамблею от округа Нагрота и стал министром в правительстве штата. Его жена Кумарани Риту Деви (род. 1971), дочь армейского офицера.

## Политическая карьера
В 1949 году, в возрасте восемнадцати лет, Сингх был назначен регентом Джамму и Кашмир состояние после того, как отец сложил с себя полномочия правителя, после присоединения княжества к Индии. Он поочередно занимал должности регента, Садр-и-Рисаят, и первого губернатора штата Джамму и Кашмир с 1965 по 1967 год.
В 1967 году он ушел в отставку с поста губернатора, и стал самым юным членом правительства, получив портфели министра туризма и гражданской авиации в период между 1967 и 1973. Спустя два года он добровольно сдал свою тайную казну, на которую он имел право после смерти отца в 1961 году. Всю сумму он вложил в благотворительный фонд, названный в честь его родителей. В 1971 году он был направлен в качестве посланника в страны Восточного блока, чтобы разъяснить позицию Индии в отношении Восточного Пакистана, а затем вступил в гражданскую войну с Западным Пакистаном. Он попытался уйти в отставку после авиакатастрофы в 1973 году, но отставка не была принята. В том же году он стал министром здравоохранения и планирования семьи и занимал этот пост до 1977 года.
После чрезвычайного положения Каран Сингх был избран в Лок Сабху от Удхампура в 1977 году по билету Конгресса [до этого партия не разделялась на фракции Конгресса (I) и Конгресса (U)], а в 1979 году стал министром образования и культуры в кабинете Чарана Сингха, представляя Конгресс (U), который отделился от Конгресса Индиры. Примечательно, что Чаран Сингх стал премьер-министром после падения правительства партии Джаната во главе с Морарджи Десаи. А сам Чаран Сингх подал в отставку, не представ перед парламентом даже на один день, так как не был уверен, что в его пользу будет принято предложение о доверии. Каран Сингх оспорил выборы в Лок Сабху 1980 года по билету Конгресса (U) и победил. В 1989—1990 годах он был послом Индии в США, и этот опыт стал темой его книги «краткое пребывание».
С 1967 по 1984 год Каран Сингх был членом Лок Сабхи. В 1984 году он участвовал в выборах в Лок Сабха в качестве независимого кандидата от Джамму, но проиграл выборы. Он был членом Раджья Сабхи с 30 ноября 1996 года по 12 августа 1999 года, представляя Национальную конференцию, мусульманскую доминирующую партию, действующую в Джамму и Кашмире. Позже он был членом Rajya Sabha с 28 января 2000 года по 27 января 2018 года, представляя ИНК. Он известен тем, что довольно часто меняет свою лояльность от одной политической партии к другой. Он служил ректором индуистского университета Банарас, Университет Джамму и Кашмира, университет Джавахарлала Неру и Университет НИИТ.

## Академическая карьера

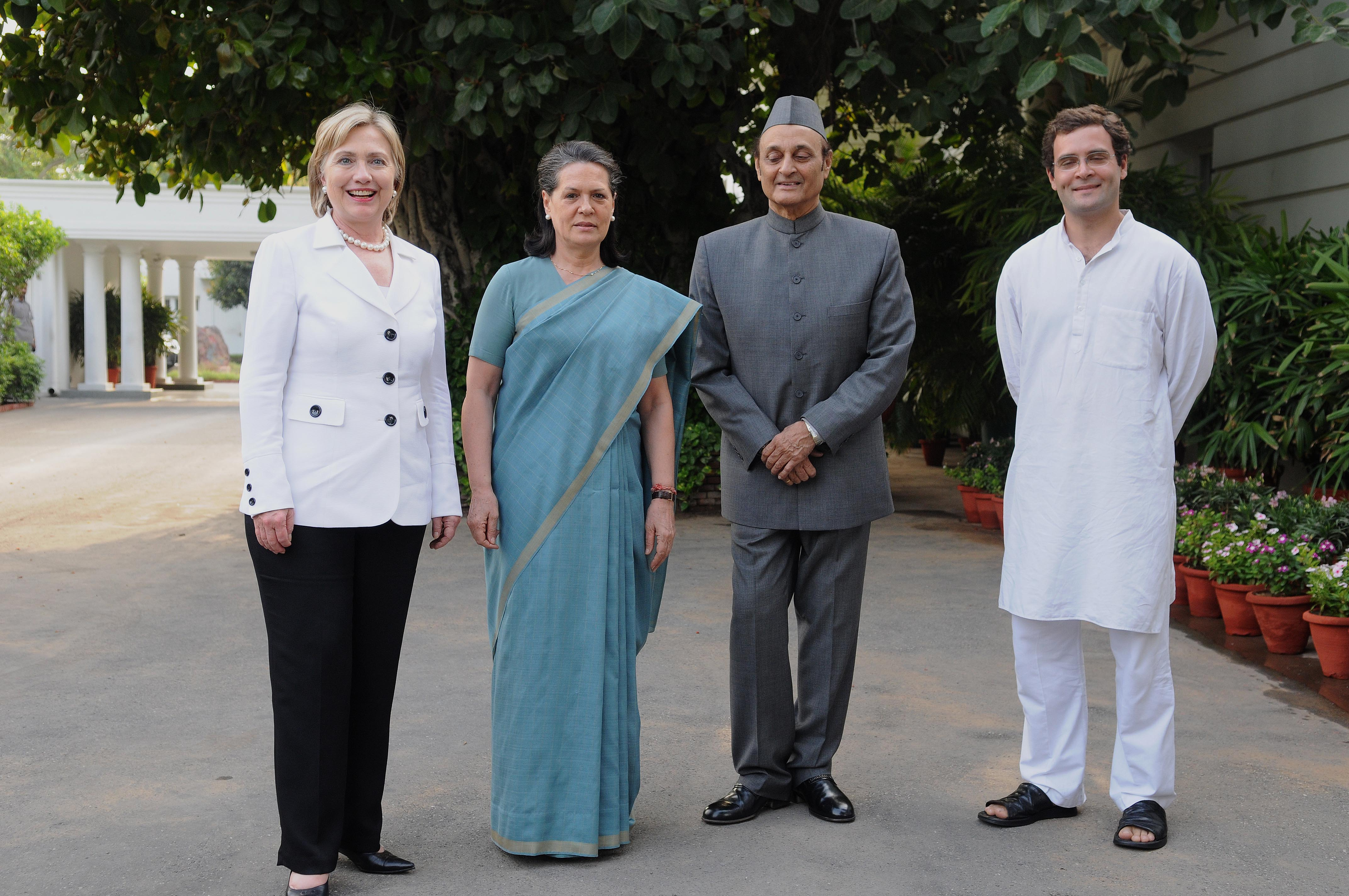
Хиллари Клинтон на встрече с Соней Ганди, Караном Сингхом и Рахулом Ганди. Июль 2009 года

Доктор Каран Сингх встречается с Хиллари Клинтон вместе с президентом партии конгресса Соней Ганди и Рахулом Ганди. С июля 2009 года Каран Сингх занимал пост ректора индуистского университета Банарас в течение трех сроков до 2018 года. В 2008 году он присудил почетную докторскую степень тогдашнему премьер-министру Манмохану Сингху, а в 2016 году администрация университета попросила его присудить почетную докторскую степень премьер-министру Моди, но премьер-министр отказался.
В 1974 году я возглавлял индийскую делегацию на Всемирной конференции по народонаселению в Бухаресте, где мое заявление о том, что «развитие — это лучший контрацептив», стало широко известно и часто цитировалось. Я должен признать, что 20 лет спустя я склонен обратить это вспять, и моя позиция сейчас заключается в том, что «контрацепция — это лучшее развитие».

## Библиография

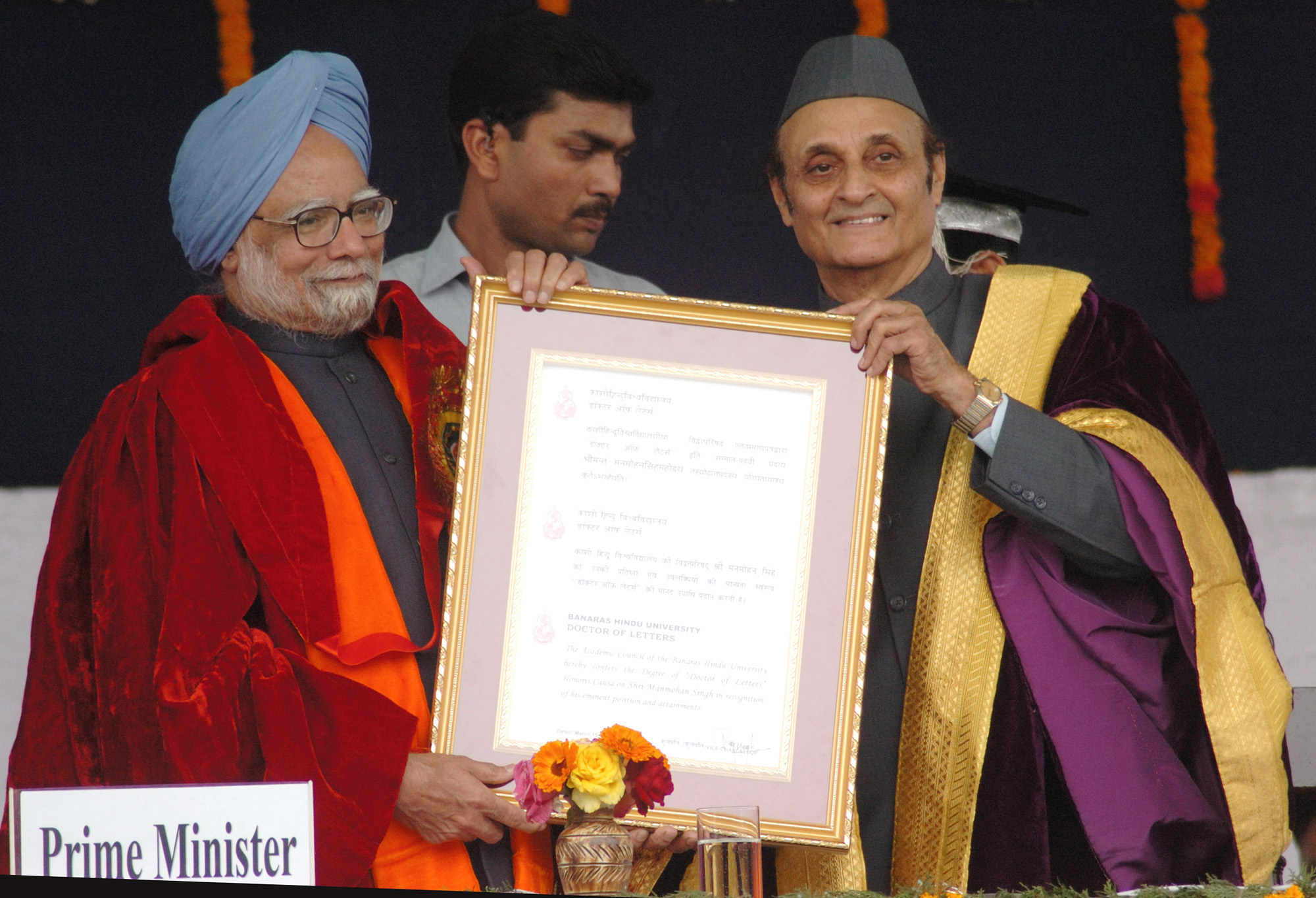
Каран Сингх вручает почетную докторскую степень премьер-министру Манмохану Сингху на церемонии «90-го созыва» в Варанаси 15 марта 2008 года